# Os Pilares da Terra (minissérie)
Os Pilares da Terra (em inglês: The Pillars of the Earth) é uma minissérie de oito episódios, baseada no romance homónimo de Ken Follett. Foi coproduzida pelo Canadá e Alemanha, tendo sido exibida originalmente entre 23 de julho de 2010 e 27 de agosto de 2010, com a participação de Ian McShane, Rufus Sewell, Matthew Macfadyen, Eddie Redmayne, Hayley Atwell, Sarah Parish, Natalia Wörner, Tony Curran, Donald Sutherland e Alison Pill nos principais papéis.
A minissérie tem uma sequência, cuja ação se desenvolve cerca de 200 anos depois, chamada World Without End, também baseada na obra homónima do autor supracitado.
Em Portugal a série foi emitida em 2013 na TVI, AXN e AXN Black.

## Sinopse
Inglaterra, século XII. A morte do único herdeiro do rei Henrique I e o seu subsequente falecimento leva o país a sucessivas guerras entre os possíveis sucessores ao trono. Nobres e religiosos tudo farão para alcançar o seu derradeiro objetivo, a ascensão ao poder. É neste ambiente tumultuoso que um humilde pedreiro e mestre de obras, Tom, sonha construir uma imponente catedral, cheia de luz e dotada de uma beleza sublime, na cidade de Kingsbridge. Porém, este seu projeto enfrentará inúmeros obstáculos, já que se vive numa época em que a instabilidade do poder é uma constante.

## Elenco

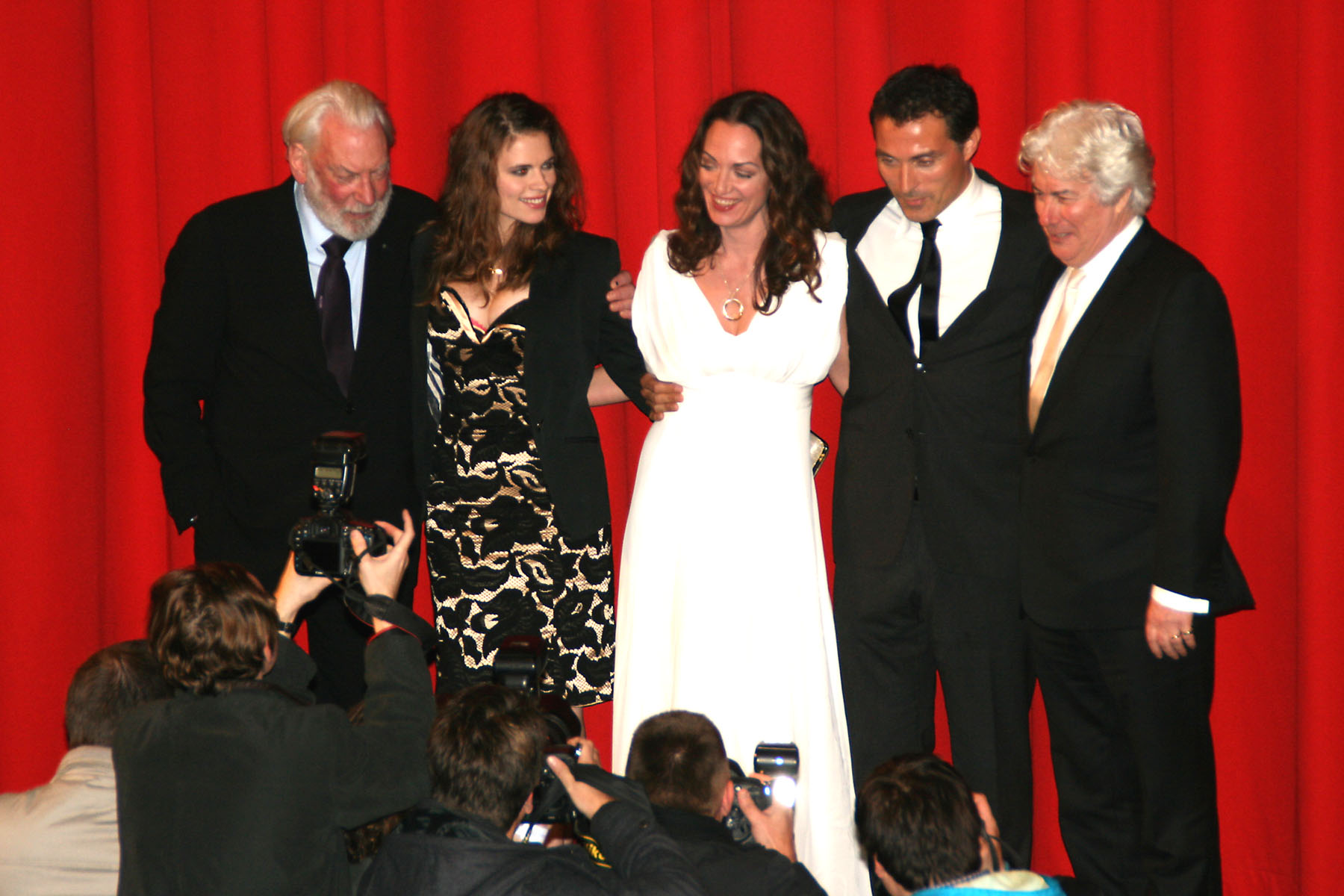
Donald Sutherland, Hayley Atwell, Natalia Wörner, Rufus Sewell e Ken Follett

| Ator              | Papel                      |
| ----------------- | -------------------------- |
| Ian McShane       | Waleran Bigod              |
| Rufus Sewell      | Tom Builder                |
| Matthew Macfadyen | Prior Philip               |
| Eddie Redmayne    | Jack Jackson               |
| Hayley Atwell     | Aliena                     |
| Liam Garrigan     | Alfred Builder             |
| Tony Curran       | o rei Estêvão              |
| Sarah Parish      | Regan Hamleigh             |
| David Oakes       | William Hamleigh           |
| Robert Bathurst   | Percy Hamleigh             |
| Alison Pill       | a princesa Matilde (Maude) |
| Sam Claflin       | Richard                    |
| Skye Bennett      | Martha Builder             |
| Emily Holt        | Martha (adulta)            |
| Gordon Pinsent    | o arcebispo                |
| Natalia Wörner    | Ellen                      |
| Anatole Taubman   | Remigius                   |
| Donald Sutherland | Earl Bartholomew           |
| Götz Otto         | Walter                     |
| Skye Lourie       | Elizabeth                  |
| Jody Halse        | Johnny Eightpence          |
| David Bark Jones  | Francis                    |
| Kate Dickie       | Agnes Builder              |
| Sidney Johnston   | Brother Jonathan           |
| Marl Phelan       | Otto Blackface             |
| Tibor Pinter      | Jacques Shareburg          |
| Freddie Boath     | o rei Henrique II          |
| Clive Wood        | o rei Henrique I           |
| Douglas Booth     | Eustácio                   |
| Matt Devere       | Roberto de Gloucester      |
| Feodor Atkine     | o abade Suger              |
| Ken Follett       | um comerciante             |
| Freddie Boath     | Henry aos 15 anos          |

## Produção
A produção da minissérie durou cerca de um ano, tendo custado 40 milhões de dólares. O projeto foi financiado pela produtora alemã Tandem Communications, pela companhia cinematográfica canadiana Muse Entertainment Enterprises e pela produtora Scott Free Productions, sediada no Reino Unido e Estados Unidos. As filmagens decorreram na Áustria e na Hungria, em 2009. A cena aérea final foi gravada na atual cidade de Salisbury com uma catedral gerada por computador, que combina elementos das catedrais de Salisbury e Wells, a fim de representar a catedral fictícia de Kingsbridge – foram essas duas catedrais que inspiraram Ken Follet durante a escrita do romance.

## Episódios
1. Anarquia - foi ao ar em 23 de julho de 2010.

2. Mestre Construtor - foi ao ar em 23 de julho de 2010.

3. Redenção - foi ao ar em 30 de julho de 2010.

4. Campo de Batalha - foi ao ar em 06 de agosto de 2010.

5. Legado - foi ao ar em 13 de agosto de 2010.

6. Bruxaria - foi ao ar em 20 de agosto de 2010.

7. Novos Começos - foi ao ar em 27 de agosto de 2010.

8. O Trabalho dos Anjos - foi ao ar em 27 de agosto de 2010.